# Manuela Maleeva
Manuela Georgieva Maleeva, coniugata Fragnière (in bulgaro Мануела Георгиева Малеева?; Sofia, 14 febbraio 1967), è un'ex tennista bulgara naturalizzata svizzera.

## Biografia
Sorella maggiore di Katerina e Magdalena, anche loro ex tenniste professioniste, è stata sposata con l'ex tennista svizzero François Fragnière: la coppia ha poi divorziato. Nel periodo del matrimonio era solita farsi chiamare Manuela Maleeva-Fragnière.

## Carriera
Complessivamente in carriera ha vinto 24 tornei, diciannove in singolare, quattro in doppio e uno in doppio misto. Tra le migliori dieci tenniste del mondo per nove anni, è riuscita a issarsi fino al terzo posto il 4 febbraio 1985.
In Fed Cup ha rappresentato la Bulgaria dal 1983 al 1989, raggiungendo la semifinale in due occasioni: nel 1985 (sconfitta dalla Gran Bretagna) e nel 1987 (sconfitta dagli USA). Con la Svizzera, invece, non è andata oltre i quarti di finale disputati nel 1991 (sconfitta dall'allora Cecoslovacchia).
Nel 1988 ha vinto per la Bulgaria la medaglia di bronzo alle Olimpiadi di Seoul. Nel tornei del Grande Slam i suoi migliori risultati in singolare sono la semifinale dello US Open, raggiunta in due occasioni, nel 1992 e 1993, mentre nel 1984 ha conquistato il suo unico titolo nel doppio misto vincendo sempre gli US Open in coppia con Tom Gullikson.
Vanta nel suo palmares una Hopman Cup vinta con l'elvetico Jakob Hlasek nel 1992: si tratta del primo titolo per la Svizzera. Nella corsa alla vittoria superano l'Unione Sovietica di Natalia Zvereva e Andrei Cherkasov per 2 a 1, la Spagna di Arantxa Sánchez Vicario ed Emilio Sánchez per 3 a 0 e la Cecoslovacchia di Helena Suková e Karel Nováček per 2 a 1. In questa edizione, la Maleeva ha vinto tutti i suoi incontri di singolo. Gli svizzeri si sono spinti fino alla semifinale l'anno precedente, grazie alla vittoria schiacciante contro l'Australia, mentre nel biennio 1993-1994 Manuela Maleeva è stata sconfitta nei quarti di finale dagli spagnoli insieme a Claudio Mezzadri e dai cecoslovacchi insieme a Hlasek.

## Vita privata
Manuela Maleeva ha tre figli: Lora, Iva e Timo.
Risiede a La Tour-de-Peilz, a circa 90 km a nord-est di Ginevra. Ciò nonostante è stata attiva in politica nel suo paese d'origine come membro di Yes, Bulgaria!, partito di centro-sinistra particolarmente impegnato nella rivendicazione di riforme istituzionali e di un'agenda anticorruzione.
Manuela Maleeva ha dato vita alla Fondation Swissclinical, associazione che cerca di venire incontro ai bambini disabili fornendo loro buone cure mediche e supporto a lungo termine.

## Statistiche WTA singolare

### Vittorie (19)
| Legenda               |
| --------------------- |
| Grande Slam (0)       |
| Ori Olimpici (0)      |
| WTA Championships (0) |
| Tier I (1)            |
| Tier II (0)           |
| Tier III (3)          |
| Tier IV (3)           |
| Tier V (4)            |
| Virginia Slims (8)    |

| N.  | Data              | Torneo                                       | Superficie         | Avversaria in finale | Punteggio        |
| 1.  | 7 maggio 1984     | WTA Swiss Open, Lugano                       | Terra rossa        | Iva Budařová         | 6–1, 6–1         |
| 2.  | 21 maggio 1984    | Internazionali d'Italia, Perugia             | Terra rossa        | Chris Evert          | 6–3, 6–3         |
| 3.  | 6 agosto 1984     | US Clay Court Championships, Indianapolis    | Terra rossa        | Lisa Bonder-Kreiss   | 6–4, 6–3         |
| 4.  | 12 novembre 1984  | Lion's Cup, Tokyo                            | Sintetico (indoor) | Hana Mandlíková      | 6–1, 1–6, 6–4    |
| 5.  | 10 dicembre 1984  | Toray Pan Pacific Open, Tokyo                | Sintetico (indoor) | Claudia Kohde Kilsch | 3–6, 6–3, 6–4    |
| 6.  | 9 dicembre 1985   | Toray Pan Pacific Open, Tokyo (2)            | Sintetico (indoor) | Bonnie Gadusek       | 7–6(2), 3–6, 7–5 |
| 7.  | 30 marzo 1987     | WTA South Carolina, Charleston               | Terra rossa        | Raffaella Reggi      | 5–7, 6–2, 6–3    |
| 8.  | 24 agosto 1987    | WTA New Jersey, Mahwah                       | Cemento            | Sylvia Hanika        | 1–6, 6–4, 6–1    |
| 9.  | 29 febbraio 1988  | Virginia Slims of Kansas, Wichita            | Cemento (indoor)   | Sylvia Hanika        | 7–6(5), 7–5      |
| 10. | 12 settembre 1988 | Virginia Slims of Arizona, Phoenix           | Cemento            | Dinky Van Rensburg   | 6–3, 4–6, 6–2    |
| 11. | 6 marzo 1989      | Virginia Slims of Indian Wells, Palm Springs | Cemento            | Jenny Byrne          | 6–4, 6–1         |
| 12. | 11 febbraio 1991  | WTA Swiss Open, Ginevra (2)                  | Terra rossa        | Conchita Martínez    | 6–4, 6–0         |
| 13. | 11 febbraio 1991  | Generali Ladies Linz, Linz                   | Sintetico (indoor) | Petra Langrová       | 6–4, 7–6(1)      |
| 14. | 20 maggio 1991    | WTA Swiss Open, Ginevra (3)                  | Terra rossa        | Helen Kelesi         | 6–3, 3–6, 6–3    |
| 15. | 23 settembre 1991 | WTA Bayonne, Bayonne                         | Sintetico (indoor) | Leila Meskhi         | 4–6, 6–3, 6–4    |
| 16. | 28 settembre 1992 | WTA Bayonne, Bayonne (2)                     | Sintetico (indoor) | Nathalie Tauziat     | 6(4)–7, 6–2, 6–3 |
| 17. | 22 febbraio 1993  | Generali Ladies Linz, Linz (2)               | Sintetico (indoor) | Conchita Martínez    | 6–2, 1–0 rit.    |
| 18. | 4 ottobre 1993    | Open di Zurigo, Zurigo                       | Sintetico (indoor) | Martina Navrátilová  | 6–3, 7–6(1)      |
| 19. | 8 febbraio 1994   | Asian Open, Osaka                            | Sintetico (indoor) | Iva Majoli           | 6–1, 4–6, 7–5    |

### Sconfitte (18)
| Legenda               |
| --------------------- |
| Grande Slam (0)       |
| Ori Olimpici (0)      |
| WTA Championships (0) |
| Tier I (1)            |
| Tier II (0)           |
| Tier III (4)          |
| Tier IV (2)           |
| Tier V (0)            |
| Virginia Slims (11)   |

| N.  | Data              | Torneo                                             | Superficie         | Avversaria in finale | Punteggio        |
| 1.  | 7 maggio 1984     | Virginia Slims of Houston, Houston                 | Sintetico (indoor) | Hana Mandlíková      | 4–6, 2–6         |
| 2.  | 7 gennaio 1985    | Virginia Slims of Washington 1985, Washington      | Sintetico (indoor) | Martina Navrátilová  | 3–6, 2–6         |
| 3.  | 22 aprile 1985    | WTA Swiss Open, Lugano                             | Terra rossa        | Bonnie Gadusek       | 2–6, 2–6         |
| 4.  | 20 ottobre 1985   | Brighton International, Brighton                   | Sintetico (indoor) | Chris Evert          | 5–7, 3–6         |
| 5.  | 11 novembre 1985  | Lion's Cup, Tokyo                                  | Sintetico (indoor) | Chris Evert          | 5–7, 0–6         |
| 6.  | 19 maggio 1986    | WTA Swiss Open, Lugano (2)                         | Terra rossa        | Raffaella Reggi      | 7–5, 3–6, 6(6)–7 |
| 7.  | 9 giugno 1986     | DFS Classic, Birmingham                            | Erba               | Pam Shriver          | 2–6, 6(0)–7      |
| 8.  | 8 settembre 1986  | Toray Pan Pacific Open, Tokyo                      | Sintetico (indoor) | Steffi Graf          | 4–6, 2–6         |
| 9.  | 6 aprile 1987     | Family Circle Cup, Hilton Head                     | Terra verde        | Steffi Graf          | 2–6, 6–4, 3–6    |
| 10. | 18 maggio 1987    | WTA Swiss Open, Ginevra (3)                        | Terra rossa        | Chris Evert          | 3–6, 6–4, 2–6    |
| 11. | 14 settembre 1987 | Toray Pan Pacific Open, Tokyo (2)                  | Sintetico (indoor) | Gabriela Sabatini    | 4–6, 6(6)–7      |
| 12. | 17 ottobre 1988   | Open di Zurigo, Zurigo                             | Sintetico (indoor) | Pam Shriver          | 3–6, 4–6         |
| 13. | 24 ottobre 1988   | Brighton International, Brighton (2)               | Sintetico (indoor) | Steffi Graf          | 2–6, 0–6         |
| 14. | 12 febbraio 1990  | Ameritech Cup, Chicago                             | Sintetico (indoor) | Martina Navrátilová  | 3–6, 2–6         |
| 15. | 26 marzo 1990     | U.S. Women's Hard Court Championships, San Antonio | Cemento            | Monica Seles         | 4–6, 3–6         |
| 16. | 6 agosto 1990     | San Diego Open, San Diego                          | Cemento            | Steffi Graf          | 3–6, 2–6         |
| 17. | 22 aprile 1991    | Barcelona Ladies Open, Barcellona                  | Terra rossa        | Conchita Martínez    | 4–6, 1–6         |
| 18. | 6 luglio 1992     | WTA Austrian Open, Kitzbühel                       | Terra rossa        | Conchita Martínez    | 0–6, 6–3, 2–6    |

## Statistiche WTA doppio

### Vittorie (4)
| Legenda               |
| --------------------- |
| Grande Slam (0)       |
| Ori Olimpici (0)      |
| WTA Championships (0) |
| Tier I (0)            |
| Tier II (1)           |
| Tier III (0)          |
| Tier IV (0)           |
| Tier V (1)            |
| Virginia Slims (2)    |

| N. | Data             | Torneo                                     | Superficie  | Compagna         | Avversarie in finale              | Punteggio     |
| 1. | 22 luglio 1985   | US Clay Court Championships, Indianapolis  | Terra rossa | Katerina Maleeva | Penny Brag Paula Smith            | 3–6, 6–3, 6–4 |
| 2. | 6 luglio 1987    | Belgian Open, Knokke                       | Terra rossa | Bettina Bunge    | Kathleen Horvath Marcella Mesker  | 4–6, 6–4, 6–3 |
| 3. | 11 febbraio 1991 | Virginia Slims of Denver, Aurora           | Sintetico   | Raffaella Reggi  | Petra Langrová Radka Zrubáková    | 6–4, 1–6, 6–3 |
| 4. | 5 aprile 1993    | Bausch & Lomb Championships, Amelia Island | Terra verde | Leila Meskhi     | Amanda Coetzer Inés Gorrochategui | 3–6, 6–3, 6–4 |

### Sconfitte (7)
| Legenda               |
| --------------------- |
| Grande Slam (0)       |
| Ori Olimpici (0)      |
| WTA Championships (0) |
| Tier I (0)            |
| Tier II (2)           |
| Tier III (1)          |
| Tier IV (1)           |
| Tier V (0)            |
| Virginia Slims (3)    |

| N. | Data              | Torneo                                                   | Superficie  | Compagna          | Avversarie in finale                      | Punteggio     |
| 1. | 29 aprile 1985    | Virginia Slims of Houston, Houston                       | Terra rossa | Helena Suková     | Martina Navrátilová Elise Burgin          | 1–6, 6–3, 3–6 |
| 2. | 8 settembre 1986  | Toray Pan Pacific Open, Tokyo                            | Sintetico   | Katerina Maleeva  | Steffi Graf Bettina Bunge                 | 1–6, 7–6, 2–6 |
| 3. | 14 settembre 1987 | Toray Pan Pacific Open, Tokyo (2)                        | Sintetico   | Katerina Maleeva  | Anne White Robin White                    | 1–6, 2–6      |
| 4. | 20 maggio 1991    | WTA Swiss Open, Ginevra                                  | Terra rossa | Cathy Caverzasio  | Nicole Bradtke Elizabeth Smylie           | 1–6, 2–6      |
| 5. | 8 febbraio 1993   | Asian Open, Osaka                                        | Sintetico   | Magdalena Maleeva | Larisa Neiland Jana Novotná               | 1–6, 3–6      |
| 6. | 8 febbraio 1993   | Barcelona Ladies Open, Barcellona                        | Terra rossa | Magdalena Maleeva | Conchita Martínez Arantxa Sánchez Vicario | 6–4, 1–6, 0–6 |
| 7. | 26 luglio 1993    | U.S. Women's Hard Court Championships, Stratton Mountain | Cemento     | Mercedes Paz      | Elizabeth Smylie Helena Suková            | 1–6, 2–6      |

## Risultati in progressione nei tornei del Grande Slam
| Sigla | Risultato               |
| ----- | ----------------------- |
| V     | Vincitore               |
| F     | Finalista               |
| SF    | Semifinalista           |
| O     | Oro olimpico            |
| A     | Argento olimpico        |
| SF    | Bronzo olimpico         |
| QF    | Quarti di Finale        |
| 4T    | Quarto turno            |
| 3T    | Terzo turno             |
| 2T    | Secondo turno           |
| 1T    | Primo turno             |
| RR    | Round Robin             |
| LQ    | Turno di qualificazione |
| A     | Assente                 |
| ND    | Non disputato           |

| Legenda superfici    |
| -------------------- |
| Cemento              |
| Terra battuta        |
| Erba                 |
| Superficie variabile |

### Singolare
|                      | Bulgaria | Bulgaria | Bulgaria | Bulgaria | Bulgaria | Bulgaria | Bulgaria | Bulgaria | Svizzera | Svizzera | Svizzera | Svizzera | Svizzera | Svizzera  | Svizzera  |
| Torneo               | 1982     | 1983     | 1984     | 1985     | 1986     | 1987     | 1988     | 1989     | 1990     | 1991     | 1992     | 1993     | 1994     | Titoli    | V-S       |
| Australian Open      | 2T       | A        | A        | QF       | A        | 4T       | A        | A        | A        | 2T       | QF       | 4T       | QF       | 0 / 7     | 18–6      |
| Open di Francia      | 2T       | 3T       | 4T       | QF       | 3T       | QF       | 3T       | QF       | QF       | 2T       | 3T       | 3T       | A        | 0 / 12    | 30–12     |
| Wimbledon            | 2T       | 2T       | QF       | 4T       | 4T       | 2T       | 1T       | A        | 1T       | A        | 3T       | 2T       | A        | 0 / 10    | 16–10     |
| US Open              | 3T       | 3T       | 1T       | 4T       | QF       | 4T       | QF       | QF       | QF       | 4T       | SF       | SF       | A        | 0 / 12    | 39–12     |
| Vittorie-Sconfitte   | 4–4      | 5–3      | 7–3      | 13–4     | 9–3      | 10–4     | 6–3      | 8–2      | 8–3      | 5–3      | 13–3     | 11–4     | 4–1      | 0 / 41    | 103–40    |
| Ranking di fine anno | 60       | 32       | 6        | 7        | 10       | 8        | 6        | 9        | 9        | 10       | 9        | 11       | –        | 3244811 $ | 3244811 $ |